# Каррерас, Сагьер
Кайета́но Сагье́р Карре́рас (исп. Cayetano Saguier Carreras) — парагвайский футболист, нападающий.

## Биография
В 1930 году выступал за клуб «Спортиво Лукеньо» из парагвайского города Луке.
Главный тренер национальной сборной Парагвая Хосе Дуранд Лагуна вызвал Каррераса на первый чемпионат мира 1930, который прошёл в Уругвае. На турнире он остался на скамейке запасных и не провёл ни одного матча. В своей группе Парагвай занял второе место, но не прошёл в полуфинал, команда Сагьера Каррераса уступила США и обогнала Бельгию.